# Tsukishima

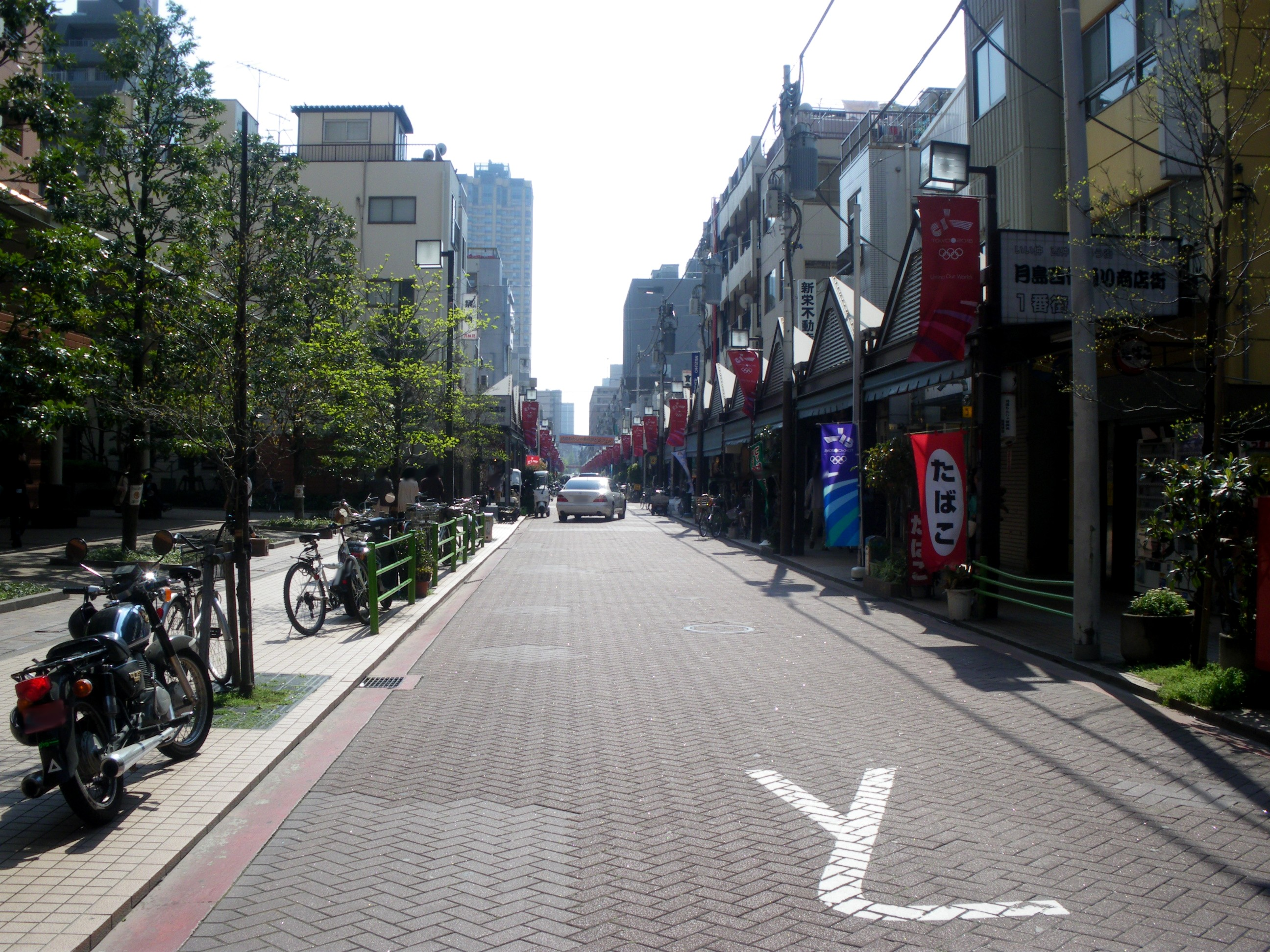
Calle Monja, conocida como "La casa del Monjayaki".

Tsukishima (月島?), es una isla ubicada en la bahía de Tokio. Administrativamente, Tsukishima es parte de Chūō, uno de los 23 Barrios especiales de Tokio.

## Creación
La isla fue creada mediante tierras ganadas al mar en 1892, utilizando la tierra de los trabajos de dragado realizados para crear un canal de navegación en la bahía de Tokio. Fue designado un lugar para trabajar el hierro, de acuerdo con la Política Nacional de Fukoku Kyohei. La segunda parte del terreno de la isla se terminó hasta dos años después, en 1894. El nombre (literalmente "Isla de la Luna") fue escrito originalmente con los caracteres 築島 que también se puede leer como "Tsukishima" pero significa "isla construida".
Actualmente es conocido por su gran número de restaurantes que sirven la especialidad local, monjayaki.

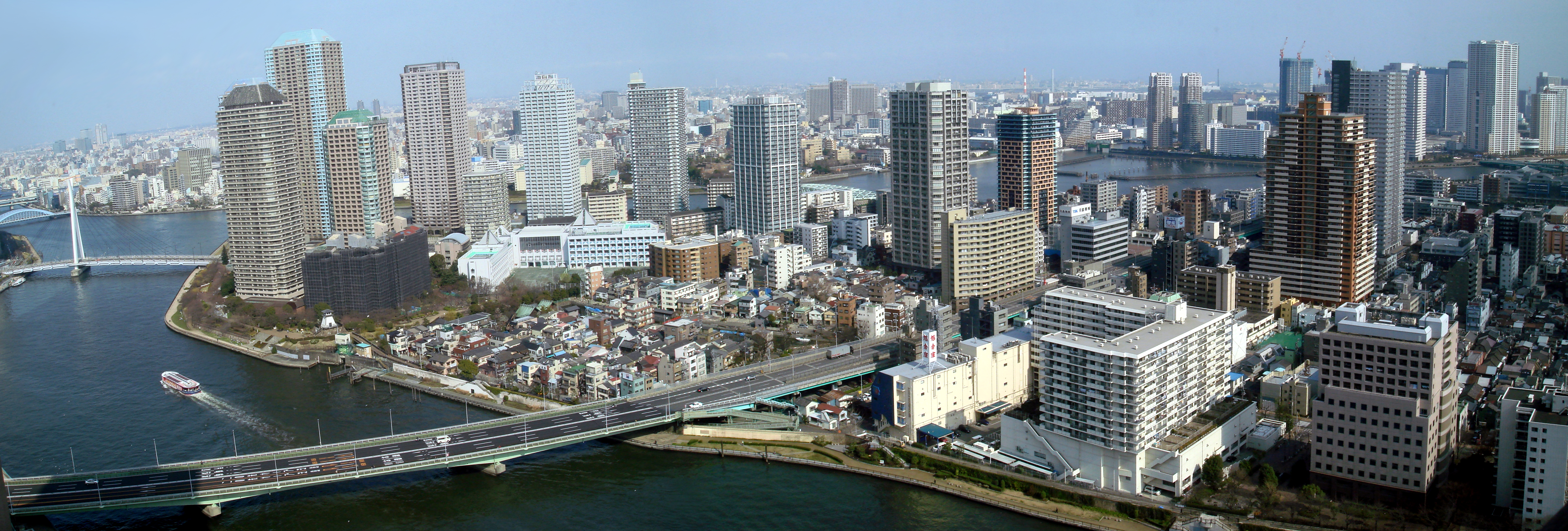
Vista frontal de Tsukishima. El río Sumida pasa tras ella; el puente al fondo a la izquierda es llamado el Puente Tsukuda (Tsukuda Ohashi)

- Datos: Q1048979
- Multimedia: Tsukishima, Tokyo / Q1048979